# Ford Fiesta Rally3
El Ford Fiesta Rally3 es un coche de rally desarrollado y construido por M-Sport según las regulaciones del Grupo FIA Rally3 para su uso en el nivel 3 de las pirámide de Rallyes de la Federación Internacional del Automóvil (FIA).  Está basado en el coche de carretera Ford Fiesta y debutó en 2021.

## Historia en la competición
El coche fue estrenado por el piloto estonio Ken Torn en el SM O.K. Auto-Ralli en Finlandia, terminando undécimo en la general.  El coche hizo su debut en el WRC del Rally de Croacia de 2021 con Zoltan Laszlo al volante.
El Fiesta Rally3 hizo su regreso al WRC durante el Rally de Estonia de 2021, conducido por Molly Taylor, conductora habitual de carreras Extreme E, con Sebastian Marshall como copiloto.
Desde 2022, el coche se utiliza como vehículo seleccionado para el Campeonato Mundial de Rally Junior (WRC). Fue el único coche de la clase Rally3 hasta 2023, cuando el Renault Clio Rally3 fue homologado por la FIA.
En 2023, el piloto peruano Nicolás Fuchs junto a su copiloto argentino Fernando Mussano fueron ganadores de la edición 51 del Rally Caminos del Inca utilizando el Fiesta Rally3, siendo la tercera vez que el piloto gana este rally.